# Kimberlé Williams Crenshaw
Kimberlé Williams Crenshaw, née en 1959 à Canton (Ohio), est une féministe américaine majeure de la critical race theory, juriste et professeure à la UCLA School of Law (en) et à la Columbia Law School, spécialisée dans les questions de race et de genre ainsi qu'en droit constitutionnel. Elle est également la fondatrice du Center for Intersectionality and Social Policy Studies (CISPS) de la Columbia Law School et de l'African American Policy Forum (AAPF), ainsi que la présidente du Center for Intersectional Justice (CIJ), basé à Berlin. Elle est particulièrement connue pour avoir développé et popularisé le concept d'intersectionnalité.

## Carrière universitaire
Elle obtient un Bachelor of Arts de l'université Cornell en 1981, où elle est membre de la Quill and Dagger society (en), un Juris Doctor de la Faculté de droit de Harvard en 1984, un LL.M. de l'université du Wisconsin à Madison en 1985 et rejoint l'University of California, Los Angeles School of Law (en) en 1986.
C'est une professeure de référence aux États-Unis. En 1986, Kimberlé Crenshaw devient enseignante à la faculté UCLA School of Law. Elle y donne des cours sur la théorie critique de la race, sur les droits civiques ainsi que sur le droit constitutionnel. Actuellement[Depuis quand ?], elle enseigne également les cours Perspectives intersectionnelles sur la race, le sexe et la criminalisation des femmes et des filles ainsi que Race, droit et représentation. En 1995, elle devient professeure titulaire à la Columbia Law School, où elle est la fondatrice et la directrice du Centre pour l'intersectionnalité et les études de politique sociale (Center for Intersectionality & Social Policy Studies) depuis 2011. À Columbia, ses cours portent sur l’intersectionnalité et les droits civiques.
Ses objets de recherche sont les droits civiques, le Black feminism, le concept de race, le racisme et leurs liens avec la loi. Elle est élue professeure de l'année en 1991 et en 1994.

## Carrière militante
Les travaux de Kimberlé Crenshaw ont été publiés dans la Harvard Law Review, le National Black Law Journal, la Stanford Law Review et la Southern California Law Review. Elle a donné des conférences sur les questions raciales à travers le monde et notamment en Europe, en Afrique et en Amérique du Sud. En tant que spécialiste des questions de race et d’égalité des sexes, elle a aussi animé des ateliers à destination de militants des droits civiques au Brésil et en Inde, ainsi que pour des juges des cours constitutionnelles en Afrique du Sud.  
Kimberlé Crenshaw a rédigé le document d’information sur la race et la discrimination fondées sur le sexe à l’occasion de la Conférence mondiale des Nations Unies sur le racisme, la discrimination raciale, la xénophobie, et l'intolérance qui s'est tenue à Durban. Elle a aussi participé à l'inclusion du genre dans la WCAR Conference Declaration.
Depuis 1996, elle est cofondatrice et directrice exécutive du think tank African American Policy Forum (« Forum Politique Afro-Américain »), qui se concentre sur la déconstruction des inégalités structurelles et met en évidence l’importance du genre dans le discours sur la justice raciale. Kimberlé Crenshaw est aussi un membre fondateur de la Women’s Media Initiative et écrit pour Ms Magazine, The Nation et d’autres magazines.
Elle était également membre de la Fondation nationale pour la science (National Science Foundation), qui finançait ses recherches dans le domaine de l’intersectionnalité et dans l’étude des violences faites aux femmes.
Elle a organisé un séminaire de formation du premier Comité préparatoire de l’ONU[pas clair]. Cet événement s'est déroulé à Genève en 2000, afin de présenter sa théorie de l’intersectionnalité dans nombreux pays[pas clair] comme Brésil, Inde, Portugal, Royaume-Uni, Israël, Guatemala, Philippine, Mali et Ouganda.
En 2016, Kimberlé Crenshaw est nommée lauréate des bourses d’excellence par l’American Bar Foundation. En 2015, elle figure dans le Ebony Power 100, une liste honorant les personnalités contemporaines de la communauté noire et figure à la première place du classement des personnalités féministes établi par le magazine Ms Magazine.
Elle fait partie du service juridique qui soutient Anita Hill. Elle intervient régulièrement dans The Tavis Smiley Show (en).
En octobre 2016, elle donne une conférence sur l'intersectionnalité au TedWoman de San Francisco. 
Un certain nombre de femmes noires de France se réclamant de l'afroféminisme ont adopté son concept d'intersectionnalité.
Elle anime depuis novembre 2018 le podcast Intersectionality Matters diffusé par l'African American Policy Forum (en) (AAPF), où elle traite avec ses invités de l'actualité, de la politique et de la société américaine via le prisme de l'intersectionnalité.

## Influence
Kimberlé Crenshaw a participé[Quand ?] à une conférence au Rapaporte Treasure Hall, dans laquelle elle explique le rôle que joue l’intersectionnalité dans les sociétés modernes. 
Elle a aussi été invitée[Quand ?][Où ?] à animer un jury sur le harcèlement sexuel (« Sexual Harrassment Panel »), modéré par les organisations « Women in Animation » et « The Animation Guild ». Elle est intervenue sur l’histoire du harcèlement au travail et ses implications contemporaines. L’ensemble des intervenants ont alors convenu que des mesures de protection contre le harcèlement au travail avaient été mises en place, bien que de nombreux problèmes continuent de perdurer pour que le sujet soit considéré comme réglé. 
Elle a aussi contribué à l’article « Traffic at the Crossroads : Multiple Oppressions », édité en 2003 par Robin Morgan. Crenshaw compare de façon imagée l’intersectionnalité à une intersection routière, dont la circulation s’effectue dans les quatre directions, de sorte que lorsqu’un accident survient, ce dernier peut être considéré comme le résultat de voitures venant de n’importe quelle direction. Elle écrit plus tard que la reconstitution d’un accident était compliqué, au sens où il était difficile de visualiser le responsable des marques de dérapage et de trouver le conducteur responsable. Ce qui implique notamment que personne n’est responsable et que chaque individu retourne ensuite à sa vie. 
Elle a participé au festival « Women of the world », organisé entre le 8 et le 13 mars 2016 à la Southbank Centre à Londres en Angleterre. Le discours inaugural qu'elle a prononcé à cette occasion portait sur les défis auxquels font face les femmes de couleur en matière d’égalité des genres et de justice raciale. 

### L'intersectionnalité
Kimberlé Crenshaw a introduit le concept d’intersectionnalité en 1989, dans son article écrit pour le Forum juridique de l’Université de Chicago et intitulé « Démarginaliser l’intersection de la race et du sexe : une critique féministe noire de la doctrine de l’anti-discrimination, de la théorie féministe et de la politique anti-raciste » (traduction française, par Emmanuelle Delanoë, à paraître en 2023 dans la Petite Bibliothèque Payot). Dans cet article, elle livre une étude mettant en lumière de façon concrète les discriminations auxquelles sont sujettes les femmes noires et précaires aux États-Unis[réf. souhaitée].
Héritée des théories féministes noires américaines, Kimberlé Crenshaw définit l’intersectionnalité comme étant une situation dans laquelle une personne regroupe « des caractéristiques raciales, sociales, sexuelles et spirituelles qui lui font cumuler plusieurs handicaps sociaux et en font la victime de différentes formes de discrimination ». Elle milite particulièrement en soutien du mouvement Say Her Name, qui cherche à rendre plus visibles les femmes noires victimes de violences policières.
En 2020, Kimberlé Crenshaw revient dans une interview sur ce qu'elle considère comme une dénaturation opérée par les groupes identitaires de son concept : « Il y a eu une distorsion [de ce concept]. Il ne s'agit pas de politique identitaire sous stéroïdes. Ce n'est pas une machine à faire des mâles blancs les nouveaux parias »

## Publications
- Words that Wound: Critical Race Theory, Assaultive Speech and the First Amendment.
- Critical Race Theory: Key Documents That Shaped the Movement

## Distinctions
- 1985 : William H. Hastie Fellow
- 1991 : Professor of the Year, de la faculté de droit de UCLA
- 1994 : Professor of the Year, de la faculté de droit de UCLA
- 2007 : Chair for Latin America in Brazil du Programme Fulbright[15]
- 2008 : récipiendaire du Alphonse Fletcher Fellowship[16]
- 2008 : fellow du Center for Advanced Behavioral Studies in the Social Sciences, université Stanford[16]
- 2015 : No. 1 Most Inspiring Feminist, de Ms. Magazine[15]
- 2015 : Power 100 du magazine Ebony Magazine[17]
- 2016 : Outstanding Scholar Award, Fellows of the American Bar Foundation[18]
- 2017 : Gittler Prize[19]
- 2020 : doctorat honoris causa de KU Leuven, sur la proposition des professeures Elise Muir et Gleider Hernandez et du personnel académique junior et associé de la Faculté de droit[20],[21]